# István Kertész

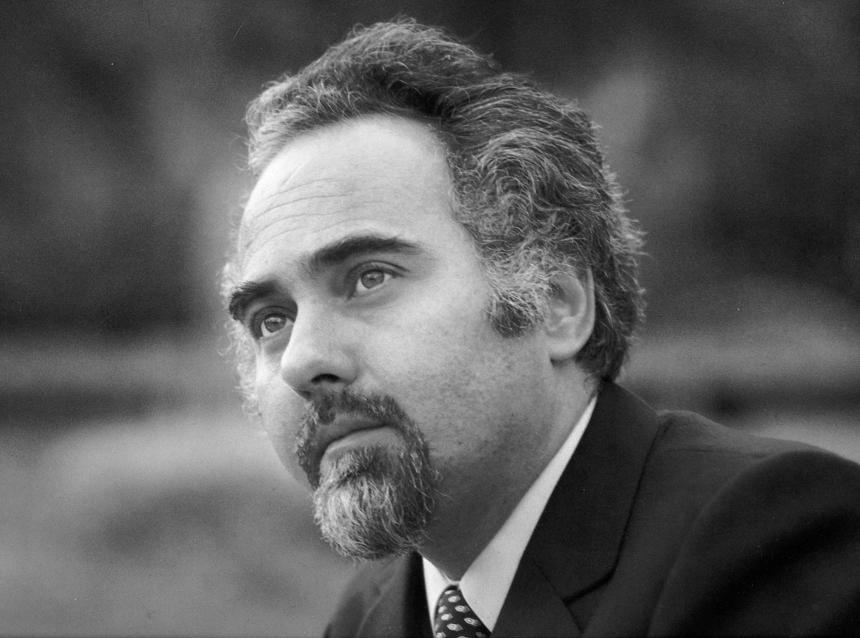
István Kertész

István Kertész [ˈiʃtvaːn ˈkɛrteːs] (* 28. August 1929 in Budapest; † 16. April 1973 in Kfar Saba, Israel) war ein ungarischer Dirigent in den Gattungen Oper und Konzert.

## Leben
Kertész überlebte 1944 die Judenverfolgung durch das Eichmann-Kommando und seine ungarischen Helfer. Er studierte Musik an der Franz-Liszt-Musikakademie in Budapest, wo er unter anderem von Zoltán Kodály unterrichtet wurde. Er wurde beeinflusst von Bruno Walter und Otto Klemperer und wurde Leiter der Budapester Oper.
Nach dem Ungarischen Volksaufstand 1956 verließ er Ungarn, ging in die Bundesrepublik Deutschland und wurde Musikdirektor der Augsburger Oper und 1964 der Kölner Oper. In Köln dirigierte er die erste deutsche Aufführung von Benjamin Brittens Billy Budd.

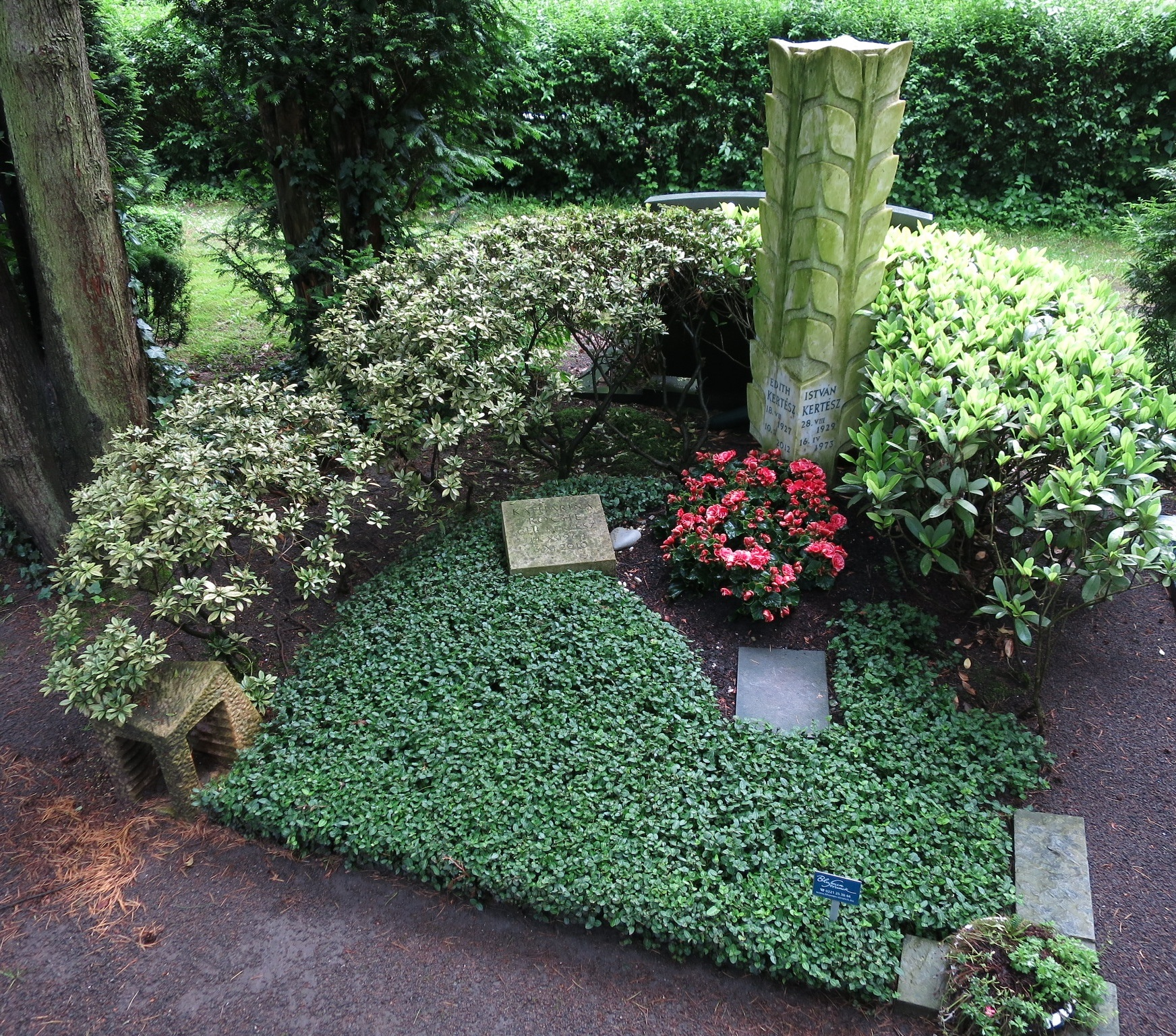
Grabstätte der Familie Kertész

Er war Chefdirigent des London Symphony Orchestra von 1965 bis 1968 und machte während dieser Zeit Gastspiele am Royal Opera House, Covent Garden. 1973 wurde er zum Chefdirigenten der Bamberger Symphoniker ernannt. Er ertrank wenige Wochen später bei einem Aufenthalt in Israel im Mittelmeer vor Kfar Saba. István Kertész war ständiger Gastdirigent der Hamburger Symphoniker.
Unter seinen Aufnahmen war auch die erste vollständige Aufnahme von Mozarts Titus und die erste Gesamtaufnahme der Sinfonien von Antonín Dvořák.
Die Grabstätte von István Kertész befindet sich auf dem Kölner Melaten-Friedhof (Lit. E, zwischen östlichem Hauptweg und Lit. G).
Kertész war mit der Koloratursopranistin Edith Gabry (1927–2012) verheiratet.